# Johann Eibach
Johann Eibach (in amtlichen Dokumenten Johann Eibach II.) (* 30. Juli 1859 in Pfaffen-Schwabenheim; † 23. Oktober 1936 ebenda) war ein hessischer Landwirt und Politiker (NLP) und Abgeordneter der 2. Kammer der Landstände des Großherzogtums Hessen.
Johann Eibach war der Sohn des Landwirts Johan E. I. Eibach und dessen Ehefrau Elisabetha, geborene Wetzel. Eibach, der evangelischen Glaubens war, war Landwirt in Pfaffen-Schwabenheim und heiratete Katharina geborene Rückrich.
Von 1910 bis 1911 gehörte er der Zweiten Kammer der Landstände an. Er wurde für den Wahlbezirk Rheinhessen 3/Wöllstein gewählt. Er war Bürgermeister in Pfaffen-Schwabenheim.